# 星座冰室

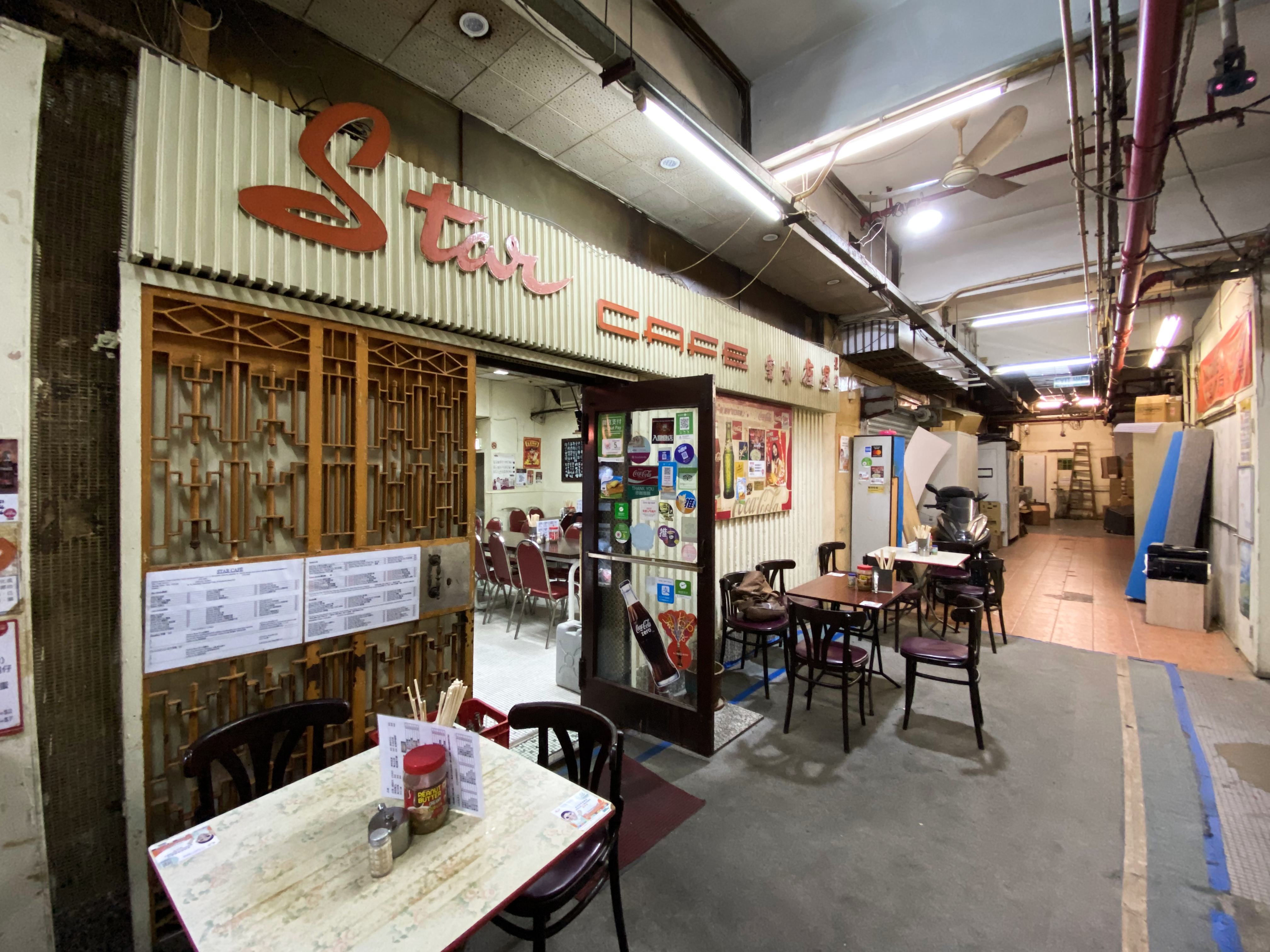
香檳大廈地庫星座冰室

星座冰室（英語：Star Cafe）是一間位於香港九龍尖沙咀的舊式冰室。

## 歷史
位於尖沙咀香檳大廈地庫的星座冰室於1960年9月1日開業。星座冰室最初是由粵語片、粵劇明星合資開辦。冰室開幕時邀得影星張英才、粵劇名伶林艷、白牡丹前到臨剪綵。現時店內仍保留冰室開幕時由包括張瑛和石燕子等在內多位明星聯合送贈的紀念牌匾。星座冰室至目前已經歷過四代店東，現時店東的父親於1998年接手餐廳。
香檳大廈在1950至1960年代是區中僅有的高樓大廈，星座冰室當時可算是高檔次的消閒場所，旁邊有一間夜總會。由於星座冰室位置隱蔽，位於一條像後巷般的地庫通道內，餐廳後來發展成上班一族忙裡偷閒的「私竇」。
星座冰室一直都是售賣一般冰室的輕食食物，例如三文治、多士、通粉、麵等等。自2000年代初起，番茄湯底的撈蛋牛肉麵、通心粉成為餐廳的招牌菜式。
現時，星座冰室仍保留舊式的招牌、門面裝潢，包括紙皮石地板、掛牆手寫黑板餐牌、舊式卡位、長木桌和吊扇等等，吸引不少喜愛舊香港情懷的海外旅客到訪。
自2010年代起，地產商一直計劃收購香檳大廈。2024年1月，政府批出強拍令成功，香檳大廈將拆卸重建成商廈。營業近64年的星座冰室將於2024年7月休業，店東已在同區找到鋪位重開餐廳。

## 流行文化
- 《旺角黑夜》
- 《摯愛》

## 外部連結
- 香港旅遊發展局 - 星座冰室 （页面存档备份，存于）